# BBC Local Radio
BBC Local Radio est un réseau de 40 radios régionales et locales de la BBC pour l'Angleterre et les Îles Anglo-Normandes.

## Histoire

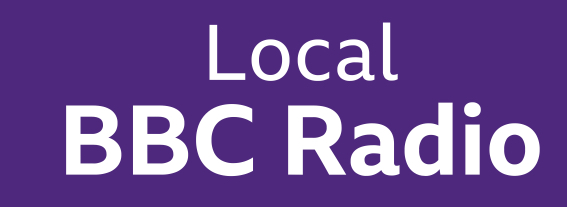
Logo précédent de BBC Local Radio.

La première radio locale, BBC Radio Leicester, a été inaugurée le 8 novembre 1967. Initialement au nombre de huit, ces stations se sont multipliées au fil des années 1970.

## Liste des radios par « région BBC »

### BBC East
- BBC Essex ;
- BBC Radio Cambridgeshire
- BBC Radio Norfolk
- BBC Radio Northampton
- BBC Radio Suffolk
- BBC Three Counties Radio (Bedfordshire, Buckinghamshire, Hertfordshire).

### BBC East Midlands
- BBC Radio Derby (Derby)
- BBC Radio Leicester (Leicester)
- BBC Radio Nottingham (Nottingham)

### BBC London
- BBC Radio London (Londres)

### BBCNorth EastandCumbria
- BBC Radio Cumbria (Cumbria)
- BBC Radio Newcastle (Newcastle-upon-Tyne)
- BBC Radio Tees (Middlesbrough)

### BBC North West
- BBC Radio Manchester (Manchester)
- BBC Radio Lancashire (Lancashire)
- BBC Radio Merseyside (Liverpool)

### BBC South
- BBC Radio Berkshire (Berkshire)
- BBC Radio Oxford (Oxford)
- BBC Radio Solent (Dorset, Hampshire et Île de Wight)

### BBC South East
- BBC Radio Kent
- BBC Radio Surrey (Comté de Surrey)
- BBC Radio Sussex (Sussex)

### BBC South West
- BBC Radio Cornwall (Cornouailles)
- BBC Radio Devon (Comté de Devon)
- BBC Radio Guernsey (Guernesey)
- BBC Radio Jersey (Jersey)

### BBC West

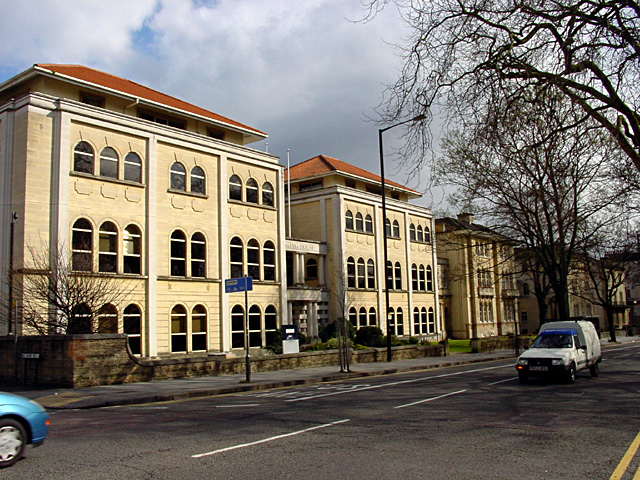
La Broadcasting House de Bristol, sur Whiteladies Road, où se trouvent les studios de BBC Radio Bristol.

- BBC Radio Bristol (Bristol)
- BBC Radio Gloucestershire
- BBC Radio Somerset
- BBC Radio Wiltshire

### BBCYorkshire
- BBC Radio Leeds
- BBC Radio Sheffield
- BBC Radio York

### BBCYorkshireandLincolnshire
- BBC Radio Humberside -
- BBC Radio Lincolnshire -

### BBC West Midlands
- BBC CWR (Coventry et Warwickshire) -
- BBC Hereford and Worcester (Hereford et Worcester) -
- BBC Radio Shropshire (Shropshire)
- BBC Radio Stoke (Stoke-on-Trent)
- BBC Radio WM (Birmingham et sa région) -

### Autres nations duRoyaume-Uni
Pour chacune des autres nations du Royaume-Uni (Écosse, Pays de Galles, Irlande du Nord), la BBC propose deux stations de radios régionales :

#### Écosse
- BBC Radio Scotland en anglais
- BBC Radio nan Gàidheal en gaélique écossais

#### Pays de Galles
- BBC Radio Wales en anglais
- BBC Radio Cymru en gallois

#### Irlande du Nord
- BBC Radio Ulster
- BBC Radio Foyle